# Бобслей на зимових Олімпійських іграх 2010 — четвірки (чоловіки)
Змагання бобслеїстів на бобах-чертвірках в програмі Зимових Олімпійських ігор 2010 відбулися у Ванкуверському санно-бобслейному центрі у Вістлері, Британська Колумбія, 26-27 лютого 2010. 
Свій тилул захищала німецька команда, яка перемогла в Турині в складі Андре Ланге, Рене Гоппе, Кевін Куске та Мартін Путце
.
Чинними чемпіонами світу була американська четвірка: Стів Голкомб, Джастін Олсен, Стів Меслер та Кертіс Томасевіч. Передолімпійські змагання виграли латвійці: Яніс Мінінс, Даумантас Дрейшкенс, Оскар Мелбардіс та Інтарс Дамбіс.

## Рекорди
МОК не фіксує олімпійських рекордів у бобслеї, але Міжнародна федерація бобслею і тобогану (FIBT) веде облік рекордів розгону й часу подолання дистанції на кожній трасі, де проводяться змагання. 
Рекорди часу розгону й проходження траси були встановлені на передолімпійському турнірі 7 лютого 2009.
| Тип    | Дата          | Команда                                                              | Час   |
| ------ | ------------- | -------------------------------------------------------------------- | ----- |
| Розгін | 7 лютого 2009 | США Стів Голкомб Джастін Олсен Стів Меслер Кертіс Томасевіч          | 4.76  |
| Траса  | 7 лютого 2009 | Латвія Яніс Мінінс Даумантс Дрейшкенс Оскарс Мелбардіс інтарс Дамбіс | 50.97 |

## Команди
20 січня 2010 FIBT оголосила список команд, що кваліфікувалися на Ігри. Цей список було уточнено 26 лютого 2010.
Три екіпажі
- Німеччина,  Росія та  США.

Два екіпажі
- Канада,  Латвія,  Швейцарія та  Чехія.

Один екіпаж
- Велика Британія,  Польща,  Нідерланди,  Румунія,  Сербія,  Італія,  Південна Корея,  Хорватія,  Ліхтенштейн, Японія,  Австрія,  Австралія та  Словаччина.

## Пробні спуски
19 лютого 2010 для жіночих екіпажів двійок та чоловічих четвірок були запропоновані додаткові тренування з огляду на безпеку спортсменів.
22 лютого, після того, як латвійська і хорватська четвірки перевернулися під час тренувань, траса була дещо змінена. В результаті зборів капітанів 11 команд, тренування були перенесені на пізніший час з метою змінити форму 11-го повороту так, щоб бобам було легше проходити решту траси Представник FIBT spokesman Дон Кроун заявив, що "...дехто з пілотів мав труднощі з переходом від 11 до 12 повороту.". 
Після змін, внесених  23 лютого 2010, найшвидшими були четвірки німця Ланге та американця Голкомба. Австралія зняла свою четвірку, оскільки два члени екіпажу зазнали травм. Шеф австралійської місії Ієн Честермен заявив, що рішення було нелегким, і було прийняте з огляду на безпеку. Латвієць Яніс Мінінс повернувся до тренувань після операції на апендицит, проведеної 12 лютого.
Через два дні Мінінс знявся зі змагань після двох переворотів при тенуваннях, під час яких один член його команди отримав струс, а інший побив собі легені й лікті.
Найшвидшим у тренувальних спусках 24 лютого був Ланге. Того ж дня Австралія зняла свою команду через травми Гарві та П'ю, а Едвін ван Калькер із Нідерландів знявся, відчуваючи брак впевненості при проведенні боба трасою. Нідерландська командна підтримала ван Калькера в його рішенні.
Під час практики американський бобслеїст Білл Шуффенгауер був затриманий поліцією після сварки із нареченою, але був випущений пізніше без пояснень причини з боку поліції. Шуффенгауер взяв участь в змаганнях в складі команди США-3, яка посіла 13 місце.

## Результати
Перші два спуски відбулися  26 лютого о 13:00 та 14:45, а решту дві 27 лютого о 13:00 та 14:40 .
Чинний чемпіон світу Голкомб показав у перших двох спусках найшвидший час, тоді як чинний олімпійський чемпіон Ланге - найшввидший час розгону. Боб Росія-2, пілотований Зубковим, срібним медалістом попередньої Олімпіади та бронзовим медалістом змагань бобів-двійок у Ванкувері, вилетіла при першому спуску, коли обірвалася одна із мотузок у механізмі управління. Вилетіли також Австрія-1 та Словаччина-1. Жоден із цих бобів не стартував у другому спуску. Під час другого спуску вилетіли США-2, Велика Британія-1 та Японія-1. США-2 не вийшли на третій спуск. Чинний олімпійський чемпіон Ланге мав найкращий час розгону в останніх двох спусках, а також найкращий час проходження траси в останньому спуску, але Голкомб виграв третій. Раш був на третьому місці після трьох спусків, але найкращий час Ланге в четвертій спробі дозволив німцям отримати срібло, вигравши в канадців  0.01 секунди. В останніх змаганнях своєї кар'єри Лінге поступився золотом. Для США це була перша золота олімпійська медаль в бобслеї з 1948.
За змаганнями спостерігав колишній пілот НАСКАР Джефф Бодайн, переможець Дайтони-500 1986 року, один із співзасновників бобслейної програми «Бо-Дин». Він побачив, як золоту медаль здобуває боб Голкомба («Нічний потяг»). Перший боб програми «Бо-Дин» стартував на Іграх у Ліллехаммері, але медалі американці здобули лише в Солт-Лейк-Сіті. 
Таблиця результатів
Вгорі курсивом приведено час розгону. SR - рекордний час розгону, TR - рекордний час проходження траси. Рекордсмени в обох показниках відзначені жирним шрифтом.
| Місце | Стартовий номер | Країна          | Спортсмени                                                                               | Спуск 1       | Спуск 2       | Спуск 3    | Спуск 4         | Сумарний час | Відставання |
| ----- | --------------- | --------------- | ---------------------------------------------------------------------------------------- | ------------- | ------------- | ---------- | --------------- | ------------ | ----------- |
| 1     | 1               | США             | Стів Голкомб Стів Меслер Кертіс Томасевіч Джастін Олсен                                  | 4.75 50.89-TR | 4.73 50.86-TR | 4.77 51.19 | 4.76 51.52      | 3:24.46      | +0.00       |
| 2     | 2               | Німеччина       | Андре Ланге Кевін Куске Александер Редігер Мартін Путце                                  | 4.73-SR 51.14 | 4.70-SR 51.05 | 4.74 51.29 | 4.74 51.36      | 3:24.84      | +0.38       |
| 3     | 7               | Канада          | Ліндон Раш Девід Біссетт Лассель Браун Кріс ле Біган                                     | 4.78 51.12    | 4.72 51.03    | 4.77 51.24 | 4.76 51.46      | 3:24.85      | +0.39       |
| 4     | 4               | Німеччина       | Томас Флоршутц Ронні Лістнер Андреас Баруха Ріхард Адьєй                                 | 4.79 51.14    | 4.76 51.36    | 4.82 51.45 | 4.78 51.63      | 3:25.58      | +1.12       |
| 5     | 10              | Канада          | П'єр Лудер Джастін Кріппс Невіл Райт Джессі Лумсден                                      | 4.79 51.27    | 4.78 51.29    | 4.81 51.50 | 4.76 51.54      | 3:25.60      | +1.14       |
| 6     | 5               | Швейцарія       | Іво Рюґґ Томас Лампартер Седрік Ґран Беат Гефті                                          | 4.76 51.31    | 4.71 51.13    | 4.77 51.70 | 4.77 51.57      | 3:25.71      | +1.25       |
| 7     | 6               | Німеччина       | Карл Анґерер Андреас Бредау Алекс Манн Ґреґор Бермбах                                    | 4.84 51.18    | 4.79 51.41    | 4.84 51.70 | 4.82 51.77      | 3:26.06      | +1.60       |
| 8     | 11              | Росія           | Євген Попов Олексій Кирєєв Денис Мойсейченков Андрій Юрков                               | 4.85 51.49    | 4.81 51.16    | 4.87 51.67 | 4.84 51.81      | 3:26.13      | +1.67       |
| 9     | 19              | Італія          | Сімоне Бертаццо Данило Сантарсьєро Самюеле Романіні Mirko Turri                          | 4.91 51.57    | 4.90 51.38    | 4.90 51.62 | 4.86 51.68      | 3:26.25      | +1.79       |
| 9     | 8               | Росія           | Дмитро Абрамович Роман Дрешніков Сергій Прудніков Дмитро Степушкін                       | 4.80 51.32    | 4.76 51.40    | 4.83 51.78 | 4.80 51.75      | 3:26.25      | +1.79       |
| 11    | 12              | Латвія          | Едгарс Маскаланс Михаїлс Архіповс Райвіс Брокс Повелс Тулуб'євс                          | 4.87 51.60    | 4.87 51.42    | 4.88 51.85 | 4.82 51.78      | 3:26.65      | +2.19       |
| 12    | 15              | Чехія           | Іво Данилевич Ян Коб'ян Ян Стокласка Домінік Сухий                                       | 4.92 51.54    | 4.91 51.72    | 4.94 51.76 | 4.90 51.96      | 3:26.98      | +2.52       |
| 13    | 13              | США             | Майк Кон Нік Каннінгем Джеймі Моріарті Білл Шуффенгауер                                  | 4.86 51.69    | 4.86 51.42    | 4.88 52.10 | 4.85 52.11      | 3:27.32      | +2.86       |
| 14    | 16              | Польща          | Давід Купчик Міхал Зблєвський Павел Мруз Марцін Нєв'яра                                  | 4.87 51.94    | 4.87 51.96    | 4.91 52.35 | 4.89 52.28      | 3:28.53      | +4.07       |
| 15    | 14              | Румунія         | Ніколае Істрате Йоан Данут Довальсюк Йонут Анрей ‎Флорін Чезар Крачюн                     | 4.93 52.05    | 4.90 52.00    | 4.91 52.34 | 4.92 52.50      | 3:28.89      | +4.43       |
| 16    | 25              | Чехія           | Ян Врба Мартін Богманн Ондрей Козловський Мілош Веселий                                  | 4.90 52.00    | 4.92 52.09    | 4.90 52.43 | 4.93 52.61      | 3:29.13      | +4.67       |
| 17    | 20              | Велика Британія | Джон Джеймс Джексон Аллін Кондон Ден Моні Генрі Оділі Нвуме                              | 4.85 51.53    | 4.85 54.29    | 4.86 52.24 | 4.90 52.15      | 3:30.21      | +5.75       |
| 18    | 24              | Сербія          | Вук Радьєнович Мілош Савич Ігор Сарчевич Слободан Матієвич                               | 5.01 52.37    | 5.08 52.40    | 5.03 52.84 | 5.01 52.74      | 3:30.35      | +5.89       |
| 19    | 22              | Південна Корея  | Кан Кван Бай Лі Чин Хі Кім Дон Г'юн Кім Чун Су                                           | 5.11 52.76    | 5.09 52.53    | 5.13 52.92 | 5.18 52.92      | 3:31.13      | +6.67       |
| 20    | 21              | Хорватія        | Іван Шола Ігор Марич Славен Краячич Мате Мезулич (спуски 1-2) Андрас Гакліц (спуски 3-4) | 5.03 52.58    | 5.04 52.69    | 5.17 53.15 | 5.11 53.11      | 3:31.53      | +7.07       |
| 21    | 23              | Японія          | Хіроші Судзукі Ріючі Кобаясі Сіндзі Дойґава Масару Міяучі                                | 5.00 52.09    | 5.03 54.16    | 5.04 52.53 | 9.99 ! +99.95 ! | 2:38.78      | +99.95 !    |
| 99 !  | 3               | США             | Джон Нап'єр Крістофер Фоґт Стівен Ленґтон Чарлз Берклі                                   | 4.77 51.30    | 4.74 53.41    | DNS        | 9.99 !          | 9:99.96 !    | +99.96 !    |
| 99 !  | 9               | Росія           | Олександр Зубков Філіпп Єгоров Петро Мойсєєв Дмитро Труненков                            | 4.78 52.52    | DNS           | 99.97 !    | 99.97 !         | 9:99.97 !    | +99.97 !    |
| 99 !  | 17              | Австрія         | Вольфганг Штампфер Крістіан Гакль Юрген Маєр Йоганнес Віпплінґер                         | 4.96 53.64    | DNS           | 99.98 !    | 99.98 !         | 9:99.98 !    | +99.98 !    |
| 99 !  | 18              | Словаччина      | Мілан Ягнешак Марцел Лопуховський Петр Наровець Мартін Тешович                           | 4.97 55.25    | DNS           | 99.99 !    | 99.99 !         | 9:99.99 !    | +99.99 !    |